# Tõnu Tõniste
Tõnu Tõniste (ur. 26 kwietnia 1967 w Tallinnie) – estoński żeglarz, dwukrotny medalista olimpijski.

## Kariera
Tõnu Tõniste czterokrotnie uczestniczył w letnich igrzyskach olimpijskich (1988, 1992, 1996 i 2000). Podczas swoich pierwszych igrzysk w 1988 wziął udział w jednej konkurencji żeglarstwa: klasie 470. W tej konkurencji zdobył 2. miejsce i srebrny medal. Podczas kolejnych igrzysk, w 1992 wziął ponownie udział w konkurencji: klasa 470 w żeglarstwie, gdzie tym razem uzyskał 3. miejsce i brązowy medal. Tõnu Tõniste jeszcze dwukrotnie brał udział w konkurencji klasy 470 w 1996 r. (10. miejsce) i 2000 r. (22. miejsce), lecz bez sukcesów medalowych.
Jest bratem bliźniakiem Toomasa Tõniste.